# 脂肪酸

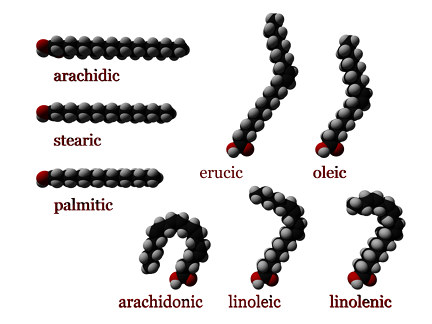
脂肪酸の例

脂肪酸（しぼうさん、Fatty acid、FA）とは、炭化水素鎖にカルボキシ基を有した1価のカルボン酸である。不飽和結合の有無により、飽和脂肪酸および不飽和脂肪酸に分けられる場合が多い。天然に存在する脂肪酸の大部分は分岐のない炭化水素鎖をもつが、分枝鎖、環状構造を持つ脂肪酸も存在する。生体内において、細胞膜を構成する多くの脂質分子の主要成分として重要である（リン脂質、スフィンゴ脂質、コレステロールエステルなど）。脂肪酸がグリセリンとエステル結合したアシルグリセロールは油脂を構成する。

## 分類
脂肪酸は主に炭素数および不飽和結合の有無、幾何異性体の種類によって分類される。

### 炭素数による分類
炭素数に応じて短鎖・中鎖・長鎖脂肪酸と区別する。
- 炭素数が6未満：短鎖脂肪酸（short-chain FA; SCFA）
- 炭素数が6-12：中鎖脂肪酸（middle-chain FA; MCFA）
- 炭素数が13-21：長鎖脂肪酸（long-chain FA; LCFA）
- 炭素数が22以上：超長鎖脂肪酸（very long-chain FA; VLCFA）

なお炭素数10以上のものを高級脂肪酸（higher fatty acid）とも呼ぶ。

### 不飽和度による分類
不飽和度による分類はさまざまであるが、基本的には以下の分類に従う。
- 飽和脂肪酸 (saturated fatty acid, SFA) — 炭素鎖に単結合のみ有する（飽和である）
- 不飽和脂肪酸 (unsaturated fatty acid, UFA) — 炭素鎖に二重結合、三重結合（不飽和結合）を有する

また不飽和脂肪酸は二重結合の数が1つであるか、複数であるかによって以下の分類がなされる。
- モノエン脂肪酸（一価不飽和脂肪酸、monounsaturated fatty acid, MUFA） — 二重結合の数が1つである
- ポリエン脂肪酸（多価不飽和脂肪酸、polyunsaturated fatty acid, PUFA）— 二重結合の数が2つ以上である。二重結合の数が4つ以上のものを高度不飽和脂肪酸と呼ぶ場合もある。

また、二重結合の有無および炭素数の差異によって名称が異なる。脂肪酸#命名法にて述べる。

### 幾何異性体による分類
不飽和脂肪酸は、幾何異性体にcis型とtrans型がある。天然に存在するのはほとんどがcis型である。trans型のものを特にトランス脂肪酸と呼んで区別することがある。

### その他の分類
その他の分類には以下のようなものがある。
- 分枝脂肪酸 — 分枝鎖を有する脂肪酸
- 環状脂肪酸 — 環状構造を有する
- ヒドロキシ脂肪酸 — ヒドロキシ基を含む
- 奇数炭素脂肪酸 — 偶数炭素脂肪酸と比較して酸化効率が低い（β酸化）
- 偶数炭素脂肪酸 — 奇数炭素脂肪酸と比較して酸化効率が高い

## 化学的性質
炭素数10以上の飽和脂肪酸の融点は鎖長の順に高くなり炭素数30のトリアコンタン酸の融点は 93.6 ℃だが、炭素数9以下の飽和脂肪酸では解離、水素結合によるクラスター形成等様々な原因で、炭素鎖の長さの順になる訳ではない。炭素数2の酢酸では融点が16.7 ℃なのに対して、炭素数5のペンタン酸が融点が最も低く−34.5 ℃である。
飽和脂肪酸は同じ炭素数の不飽和脂肪酸に比べて高い融点を示す。

## 代謝
ヒトを含む多くの生体内ではエネルギー源として好気的に代謝される（β酸化）。脂肪酸は体内においてはほとんどが筋肉細胞に存在している。筋肉細胞内において、脂肪酸はカルニチンによってミトコンドリア内部に輸送される。ミトコンドリア内膜はアシルCoAを直接透過しないため、カルニチンが脂肪酸アシル運搬体の役割を果たす（動植物共通）。脂肪酸アシルCoAはカルニチンと一時的に結合し、脂肪酸アシルカルニチンを生成する。この反応はミトコンドリア外膜に埋め込まれたカルニチンアシルトランスフェラーゼIにより触媒される。その後、脂肪酸はミトコンドリア内でβ酸化を受け酢酸にまで分解され、生成したアセチルCoAはクエン酸回路を通じてエネルギーに転換される。
マウスを対象とした動物実験において、ある種の脂肪酸には腫瘍細胞の脂肪代謝を阻害することにより抗がん効果がある事例が複数報告されている。奇数炭素脂肪酸は、偶数炭素脂肪酸と比較して酸化効率が低いため、白血病患者の骨髄に含まれるがん細胞のエネルギー源である脂肪酸の代謝を阻害する効果がある事が判明しており、がん阻害剤としての効果が期待される。
脂肪酸はグリセリンとのエステル体（トリグリセリド）の形で摂取されることが多い。例えば医学用語で「脂肪」や「中性脂肪」と言えば、通常「脂肪酸トリグリセリド」のことを指す。長鎖脂肪酸グリセリド（LCT）と中鎖脂肪酸トリグリセリド（MCT)とでは、摂取後全く異なる吸収形態を取る。LCT及びMCTも小腸において、エステラーゼで加水分解され、脂肪酸とグリセリンになるまでは共通である。しかしLCTは小腸上皮から摂取後、リンパ管に入って全身循環し、胸管を通じて徐々に血液に入る。これに対してMCTは直接血液循環に入る。従ってMCTはすみやかに代謝されるのに対して、LCTの代謝はMCTより遅い（少なくとも数時間）。俗説ではMCTはすみやかにケトン体に変わりケトン体濃度の増加（生理的ケトーシス）を誘導するが、LCTは中性脂肪になり体内に蓄積するという。MCTはケトン体に変わりやすいのは確かだが、インスリンがMCTがケトン体に変わることを阻害しているため、糖質を摂取する通常の食事ではMCTはケトン体を増加させることはない。すなわちMCTは糖質制限食またはケトン食とともに食べないと、MCTはケトン体を増加させることはない。最近ではケトン食にMCTが取り入れられている。
飽和脂肪酸を取り過ぎると、カロリー不足でない限り血清総コレステロール濃度を上昇させ、虚血性心疾患を起こしやすくすると言われている。飽和脂肪酸は、WHO/FAOが肥満問題に対する戦略のひとつとして摂取制限を挙げている。

## 飽和脂肪酸

### 生合成

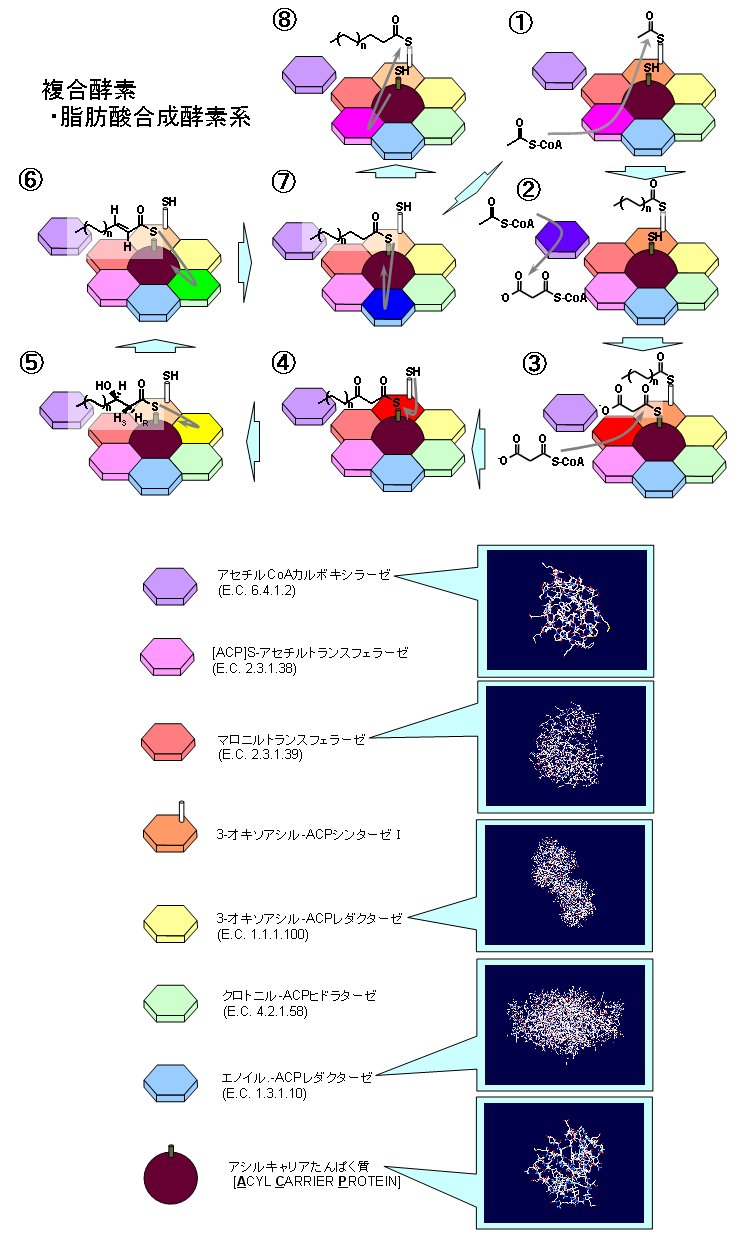
複脂肪酸生合成系クリックで拡大・解説

脂肪酸の合成という場合、通常は炭素数16のパルミチン酸の合成、さらにパルミチン酸を起点とした各種合成経路を指す（不飽和脂肪さの合成など）。炭素数15以下の脂肪酸については統一的な生合成回路は存在しない。多くは細菌による発酵作用や、より長い炭素鎖をもつ脂肪酸のβ酸化により生成する。
パルミチン酸は、脂肪酸合成酵素（fatty acid synthase; FAS）によりアセチルCoAおよびマロニルCoAから合成される。I型およびII型の2種類（FAS IおよびFAS II）が知られており、動物や一部の菌類・細菌はFAS Iを、その他の生物はFAS IIを持つ。反応過程はどちらも同じである。まず、アセチルCoAおよびマロニルCoAはそれぞれアシルキャリアータンパク質 (acyl career protein; ACP) に結合して活性化される（アセチルACPおよびマロニルACP）。続いてアセチルACP（炭素数2）を出発物質（プライマー）として、ここにマロニルACP（炭素数3）が脱炭酸的に繰り返し縮合していく（クライゼン縮合）。反応サイクルごとに炭素数は2個ずつ増加し、最終生成物はパルミトイルACPである。生成したパルミトイルACPはチオエステラーゼによってパルミチン酸（C16）とACPに加水分解される。生成した脂肪酸は、グリセロールに結合してトリグリセリドとなって蓄積されるほか、グリセロリン脂質の生産に使用され、これは細胞膜の主要構成物質となる。細菌の場合、すみやかに細胞膜の脂質分子に組み込まれるため蓄積は起きない。炭素数16以上についても、同様に炭素鎖が2個ずつ伸長される（例えばC18ステアリン酸）。

## 不飽和脂肪酸
飽和脂肪酸がエネルギー代謝に関与する一方、不飽和脂肪酸は栄養素として重要である。例えば、動物の場合リノール酸、α-リノレン酸などは自身で作り出すことができないため、外部から摂取することが必要となる必須脂肪酸（ビタミンF）である。同様に高度不飽和脂肪酸もプロスタグランジン類の原料として、新生児・乳児の中枢神経系の発育の為に必須である。

### 生合成
不飽和脂肪酸は飽和脂肪酸に不飽和結合を導入することで合成され、嫌気性および好気性の2つの生合成経路が知られている。シアノバクテリアおよび真核生物では好気性経路が利用されるのに対して、他の細菌は嫌気性経路を有する。天然に見つかっている不飽和脂肪酸はほとんどが偶数炭素数で直鎖のcis型である。不飽和結合の位置は、脂肪酸のカルボニル基から数えた炭素の個数（Δ）、もしくはメチル基末端から数えた個数（ω）で表す。また、不飽和結合の個数を総炭素数の後ろにつけて表す。例えば炭素数18の脂肪酸の直鎖中に2重結合を1つもつ場合、18:1と表す（オレイン酸）。
好気性の不飽和脂肪酸合成はデサチュレーゼと呼ばれる酵素により触媒される。不飽和結合が導入される脂肪酸の炭素鎖上の位置に対して、それぞれ異なるデサチュレーゼが存在する。ステアリン酸（18:0）のΔ9位（ω9位でもある）に二重結合が付加されると18:1のオレイン酸となる。オレイン酸はω9位に不飽和結合をもつため、ω-9脂肪酸に分類される。リノール酸やリノレン酸など、2つ以上の不飽和結合をもつ脂肪酸は多価不飽和脂肪酸と呼ばれ、ヒトにとって重要な生理機能をもつ。しかし自身では合成できないため、外部から摂取する必要のある必須脂肪酸である。多価不飽和脂肪酸は天然では植物や微生物により合成される。リノール酸およびリノレン酸はそれぞれω-6脂肪酸およびω-3脂肪酸である。

#### ω-6脂肪酸
ヒトを含めた動物の体内では、リノール酸はさらにアラキドン酸へ変換される。さらに、このアラキドン酸（20:4（n-6））から変換されて生成される炎症・アレルギー反応と関連した強い生理活性物質であるω-6プロスタグランジン、n-6ロイコトリエン等のオータコイド類は、アテローム性動脈硬化症、喘息、関節炎、血管の病気、血栓症、免疫炎症の過程、腫瘍増殖における過度のω-6作用を抑制する調合薬開発の標的となっている。n-3とn-6エイコサノイド前駆体の生成について代謝酵素が共通しているため、n-6脂肪酸とn-3脂肪酸とが競争的な相互作用をする。

#### ω-3脂肪酸
ヒトを含めた動物の体内では、α-リノレン酸はエイコサペンタエン酸（EPA）を経由してドコサヘキサエン酸（DHA）が生成される。DHAは不飽和度が極めて高く細胞膜の流動性の保持に寄与している。神経細胞は、軸索や樹状突起などの凹凸の多い入り組んだ構造を有しているため、膜成分が極端に多くなっている。DHAは精液や脳、網膜のリン脂質に含まれる脂肪酸の主要な成分である。

### トランス脂肪酸

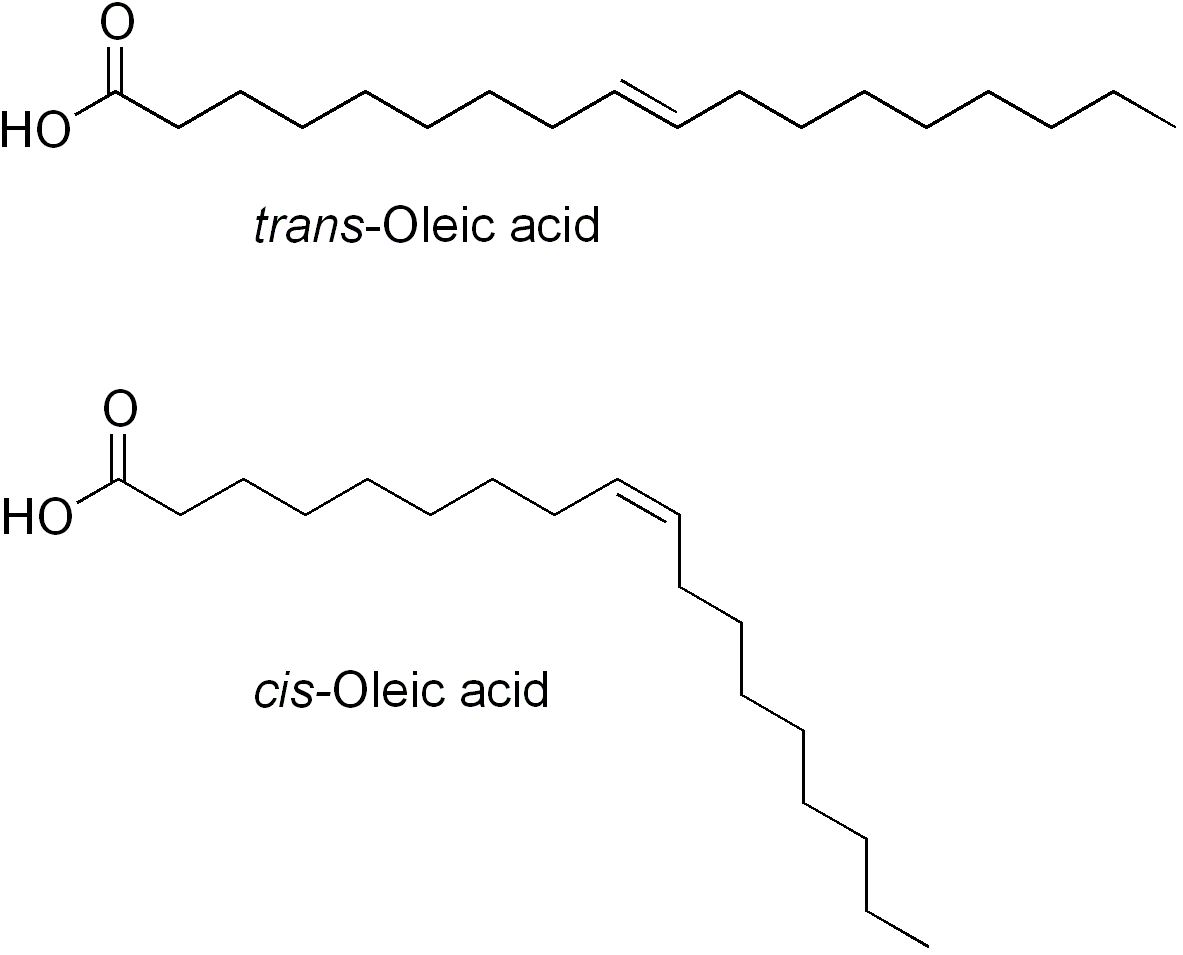
トランス脂肪酸（上）とシス脂肪酸（下）

トランス脂肪酸は、構造中にトランス型の二重結合を持つ不飽和脂肪酸である。トランス脂肪酸は天然にはほとんど存在しない。植物油や魚油などから得られる天然の（シス型）不飽和脂肪酸は融点が低く、常温で液体である。また、酸化による劣化が起こりやすいという側面がある。そのため水素付加を行って、融点が高く常温で固体の、かつ酸化による劣化が起こりにくい飽和脂肪酸に変換する（硬化油と呼ばれる）。この際、飽和脂肪酸にならなかった一部の不飽和脂肪酸のシス型結合がトランス型に変化（エライジン化）して、トランス脂肪酸となる。部分硬化油を原料に含むマーガリン、ファットスプレッド、ショートニングなどにトランス脂肪酸が含まれる。多量に摂取するとLDLコレステロール（悪玉コレステロール）を増加させ心臓疾患のリスクを高めるといわれ、2003年以降、トランス脂肪酸を含む製品の使用を規制する国が増えている。
トランス脂肪酸は天然にもわずかながら存在する。牛や羊などの反芻動物が作るミルクや肉には少量のトランス脂肪酸が含まれている。これは反芻動物の体内にいる細菌の発酵によって生成する。工業的に生産されたトランス脂肪酸の健康への影響に対して、天然由来のトランス脂肪酸については、今のところ健康への影響は確認されていない。これは同時に摂取することになる飽和脂肪酸の方がはるかに量が多いので、トランス脂肪酸が量的に問題となるレベルになっていないためである。

## 遊離脂肪酸
遊離脂肪酸は他の化合物と結合していない脂肪酸を指し、中性脂肪の分解に由来する。遊離脂肪酸は水に不溶であるため、これらの脂肪酸は血漿蛋白アルブミンに結合して、可溶化、循環輸送されている。血中の遊離脂肪酸の濃度は、アルブミン結合部位の有無の状況によって制限される。
遊離脂肪酸は、リポ蛋白質リパーゼ(LPL)によってリポ蛋白質から「放出され」て、脂肪細胞に入る。そこで、それは、グリセロールとともにエステル化されることによって、トリグリセリドへと再構成される。脂肪細胞には、トリグリセリド維持における重要な生理的役割とインスリン耐性と遊離脂肪酸水準を決定する役割がある。

## 命名法
脂肪酸の命名法はIUPAC生化学命名法に定義されている。（尚、この項の符号Rule Lip-…は同命名法の節番号を示す）
脂肪酸は天然の脂肪を加水分解して得られる脂肪族モノカルボン酸である。広く使用されている遊離脂肪酸(free fatty acids)や非エステル化脂肪酸(nonesterified fatty acids)という語が使用されているが、遊離や非エステル化という修飾語は徐々に廃止すべきである(Rule Lip-1.1)。また、これらのアクロニムであるFFAやNEFAなどは使用すべきではない(Rule Lip-1.14)。言い換えると、厳密には炭素数が3以下など天然の脂肪に含まれないものは脂肪族モノカルボン酸と呼ぶべきであるが総称として脂肪酸と呼ばれる。
尚、脂肪酸基をアシル(基)という語で示す場合があるが、アシル（acyl）はIUPAC有機化合物命名法によるものである。アシルは任意の長さの直鎖構造を持つがIUPAC生化学命名法の脂肪酸は炭素数が4以上のものを指す。そして、炭素数が10を超える(>C10)脂肪酸は高級脂肪酸(higher fatty acids)と呼ばれている。(Rule Lip-1.2)
脂肪酸とそのアシル基の命名はIUPAC有機化合物命名法（Rule C-4）に従うまた許容慣用名や略号については下の表に示す。いままでは2つ以上の二重結合を有する不飽和脂肪酸でギリシャ文字を使用して異性体を示していた（例α-ないしはγ-リノレン酸）、これは二重結合の位置番号を列挙する方法（例 (9,12,15)-リノレン酸ないしは(6,9,12)-リノレン酸）に変えるべきである。しかし、二重結合の位置を示すさいに接頭辞としてギリシャ文字を使う方法は位置を列挙する方法の省略形として使用しても良い(Rule Lip-1.6)。あるいは二重結合の位置はIUPAC有機化合物命名法の省略形であるΔを使用してもよい（例 Δ9,Δ12,Δ15-リノレン酸）。
また脂肪酸を炭素数と二重結合の数の組み合わせ（例 16:0 = パルミチン酸, 18:1 = オレイン酸 ）で示しても良い。アシル基の場合は（stearyl-の代わりに）(18:0)acyl-と表しても良い (Rule Lip-1.15)。
脂肪酸末端（カルボキシ基から最も離れた位置）から同じ位置に二重結合を持つことを示す場合は(例、末端から9番目に二重結合を持つ脂肪酸グループの場合)はn-9(nは具体的には当該脂肪酸の炭素数を意味する)、あるいはω9と示す（ωは二重結合の位置を示すギリシャ文字省略形）。すなわちオレイン酸の二重結合18-9とネルボン酸の24-9とはω9と総称する (Rule Lip-1.16)。不飽和脂肪酸は、ω3 系列か、ω6 系列かをはっきりさせるため、20:5 ω3あるいは20:5(n-3)と表記することもある。
| 数値表現 （Numerical symbol） | 数値表現 （Numerical symbol） | 示性式 CH3-(R)-CO2H       | 組織名                          | 慣用名                   | 略号  | 融点（℃） |
| ----------------------------- | ----------------------------- | ------------------------- | ------------------------------- | ------------------------ | ----- | --------- |
| 4:0                           | 4:0                           | -(CH2)2-                  | ブタン酸                        | 酪酸（ブチル酸）         | Bu    |           |
| 5:0                           | 5:0                           | -(CH2)3-                  | ペンタン酸                      | 吉草酸（バレリアン酸）   | Pe    |           |
| 6:0                           | 6:0                           | -(CH2)4-                  | ヘキサン酸                      | カプロン酸               | Hx    |           |
| 7:0                           | 7:0                           | -(CH2)5-                  | ヘプタン酸                      | エナント酸（ヘプチル酸） | Hp    |           |
| 8:0                           | 8:0                           | -(CH2)6-                  | オクタン酸                      | カプリル酸               | Oc    |           |
| 9:0                           | 9:0                           | -(CH2)7-                  | ノナン酸                        | ペラルゴン酸             | Nn    |           |
| 10:0                          | 10:0                          | -(CH2)8-                  | デカン酸                        | カプリン酸               | Dec   |           |
| 12:0                          | 12:0                          | -(CH2)10-                 | ドデカン酸                      | ラウリン酸               | Lau   | 44.2      |
| 14:0                          | 14:0                          | -(CH2)12-                 | テトラデカン酸                  | ミリスチン酸             | Myr   | 53.9      |
| 15:0                          | 15:0                          | -(CH2)13-                 | ペンタデカン酸                  | ペンタデシル酸           |       |           |
| 16:0                          | 16:0                          | -(CH2)14-                 | ヘキサデカン酸                  | パルミチン酸             | Pam   | 63.1      |
| 16:1(n-7)                     | 16:1(Δ9)                      | -(CH2)5CH=CH(CH2)7-       | 9-ヘキサデセン酸                | パルミトレイン酸         | ΔPam  | 0.5       |
| 17:0                          | 17:0                          | -(CH2)15-                 | ヘプタデカン酸                  | マルガリン酸             |       |           |
| 18:0                          | 18:0                          | -(CH2)16-                 | オクタデカン酸                  | ステアリン酸             | Ste   | 69.6      |
| 18:1(n-9)                     | 18:1(Δ9)                      | -(CH2)7CH=CH(CH2)7-       | cis-9-オクタデセン酸            | オレイン酸               | Ole   | 14.0      |
| 18:1(n-7)                     | 18:1(Δ11)                     | -(CH2)5CH=CH(CH2)9-       | 11-オクタデセン酸               | バクセン酸               | Vac   |           |
| 18:2(n-6)                     | 18:2(Δ9,12)                   | -(CH2)3(CH2CH=CH)2(CH2)7- | cis,cis-9,12-オクタデカジエン酸 | リノール酸               | Lin   | -5.0      |
| 18:3(n-3)                     | 18:3(Δ9,12,15)                | -(CH2CH=CH)3(CH2)7-       | 9,12,15-オクタデカントリエン酸  | (9,12,15)-リノレン酸     | αLnn  | -11.3     |
| 18:3(n-6)                     | 18:3(Δ6,9,12)                 | -(CH2)3(CH2CH=CH)3(CH2)4- | 6,9,12-オクタデカトリエン酸     | (6,9,12)-リノレン酸      | γLnn  |           |
| 18:3(n-5)                     | 18:3(Δ9,11,13)                | -(CH2)3(CH=CH)3(CH2)7-    | 9,11,13-オクタデカトリエン酸    | エレオステアリン酸       | eSte  |           |
| 20:0                          | 20:0                          | -(CH2)18-                 | エイコサン酸                    | アラキジン酸             | Ach   | 75.6      |
| 20:2(n-9)                     | 20:2(Δ8,11)                   | -(CH2)6(CH2CH=CH)2(CH2)6- | 8,11-エイコサジエン酸           |                          | Δ2Arc |           |
| 20:3(n-9)                     | 20:3(Δ5,8,11)                 | -(CH2)6(CH2CH=CH)3(CH2)3- | 5,8,11-エイコサトリエン酸       | ミード酸                 | Δ3Arc |           |
| 20:4(n-6)                     | 20:4(Δ5,8,11,14)              | -(CH2)3(CH2CH=CH)4(CH2)3- | 5,8,11,14-エイコサテトラエン酸  | アラキドン酸             | Δ4Arc | -49.5     |
| 22:0                          | 22:0                          | -(CH2)20-                 | ドコサン酸                      | ベヘン酸                 | Beh   | 81.5      |
| 24:0                          | 24:0                          | -(CH2)22-                 | テトラコサン酸                  | リグノセリン酸           | Lig   | 86.0      |
| 24:1                          | 24:1                          | -(CH2)7CH2CH=CH(CH2)13-   | cis-15-テトラコサン酸           | ネルボン酸               | Ner   |           |
| 26:0                          | 26:0                          | -(CH2)24-                 | ヘキサコサン酸                  | セロチン酸               | Crt   |           |
| 28:0                          | 28:0                          | -(CH2)26-                 | オクタコサン酸                  | モンタン酸               | Mon   |           |
| 30:0                          | 30:0                          | -(CH2)28-                 | トリアコンタン酸                | メリシン酸               |       |           |